# Väinö Bremer
Väinö Bremer, né le 24 avril 1899 à Turku et décédé le 23 décembre 1964 à Kerava, est un patrouilleur militaire et un pentathlonien finlandais. Il a notamment remporté la médaille d'argent olympique aux Jeux olympiques d'hiver de 1924 à Chamonix-Mont-Blanc en France en ski militaire avec ses trois compatriotes: August Eskelinen, Heikki Hirvonen et Martti Lappalainen. Il a aussi participé aux épreuves de pentathlon moderne des Jeux olympiques d'été de 1924 à Paris, il a terminé septième. Il est décédé dans un accident d'avion au-dessus de Kerava et il est inhumé au cimetière d'Honkanummi.

## Palmarès

### Jeux olympiques d'hiver
- Médaillé d'argent olympique en ski militaire aux Jeux olympiques d'hiver de 1924 à Chamonix-Mont-Blanc ( France)